# Ryszard Jania
Ryszard Andrzej Jania (ur. 11 maja 1959) – polski menedżer i urzędnik państwowy, w latach 1991–1995 wicewojewoda tarnobrzeski.

## Życiorys
Absolwent Akademii Ekonomicznej w Krakowie. Pracował m.in. jako pełnomocnik prezesa Agencji do Spraw Inwestycji Zagranicznych w województwie tarnobrzeskim. Od 1 sierpnia 1991 do 22 lutego 1995 zajmował stanowisko wicewojewody tarnobrzeskiego. W 1995 związał się z koncernem NSG/Pilkington, od 2000 pełni funkcję prezesa Pilkington Automotive Poland. W 2015 został też szefem klastra Wschodniego Sojuszu Motoryzacyjnego. Zasiadł w radach nadzorczych m.in. Tarnobrzeskiej Agencji Rozwoju Regionalnego i Związku Pracodawców Przemysłu Motoryzacyjnego i Artykułów Przemysłowych.
Uhonorowany tytułami zasłużony dla Tarnobrzega i zasłużony dla Nowej Dęby oraz wyróżnieniami branżowymi. W 2019 został honorowym obywatelem Tarnobrzega.